# Kathrine Larsen
Kathrine Østergaard Larsen (Glostrup, 5 maggio 1993) è una calciatrice danese, portiere della nazionale danese.

## Statistiche
Cronologia presenze e reti in nazionale

| Cronologia completa delle presenze e delle reti in nazionale ― Danimarca | Cronologia completa delle presenze e delle reti in nazionale ― Danimarca | Cronologia completa delle presenze e delle reti in nazionale ― Danimarca | Cronologia completa delle presenze e delle reti in nazionale ― Danimarca | Cronologia completa delle presenze e delle reti in nazionale ― Danimarca | Cronologia completa delle presenze e delle reti in nazionale ― Danimarca | Cronologia completa delle presenze e delle reti in nazionale ― Danimarca | Cronologia completa delle presenze e delle reti in nazionale ― Danimarca |
| Data                                                                     | Città                                                                    | In casa                                                                  | Risultato                                                                | Ospiti                                                                   | Competizione                                                             | Reti                                                                     | Note                                                                     |
| ------------------------------------------------------------------------ | ------------------------------------------------------------------------ | ------------------------------------------------------------------------ | ------------------------------------------------------------------------ | ------------------------------------------------------------------------ | ------------------------------------------------------------------------ | ------------------------------------------------------------------------ | ------------------------------------------------------------------------ |
| 7-3-2020                                                                 | Lagos                                                                    | Svezia                                                                   | 1 – 2                                                                    | Danimarca                                                                | Algarve Cup 2020 - 2° turno                                              | -1                                                                       |                                                                          |
| 21-10-2020                                                               | Viborg                                                                   | Danimarca                                                                | 4 – 0                                                                    | Israele                                                                  | Qual. Euro 2022                                                          | -                                                                        |                                                                          |
| 16-11-2021                                                               | Viborg                                                                   | Danimarca                                                                | 7 – 0                                                                    | Malta                                                                    | Qual. Mondiali 2023                                                      | -                                                                        |                                                                          |
| 16-2-2022                                                                | Lagos                                                                    | Danimarca                                                                | 0 – 1                                                                    | Italia                                                                   | Algarve Cup 2022 - 1° turno                                              | -1                                                                       |                                                                          |
| 8-4-2022                                                                 | Ta' Qali                                                                 | Malta                                                                    | 0 – 2                                                                    | Danimarca                                                                | Qual. Mondiali 2023                                                      | -                                                                        |                                                                          |
| 12-4-2022                                                                | Viborg                                                                   | Danimarca                                                                | 2 – 0                                                                    | Azerbaigian                                                              | Qual. Mondiali 2023                                                      | -                                                                        |                                                                          |
| 15-2-2023                                                                | Laval                                                                    | Francia                                                                  | 2 – 0                                                                    | Danimarca                                                                | Tournoi de France                                                        | -2                                                                       |                                                                          |
| 7-4-2023                                                                 | Malmo                                                                    | Svezia                                                                   | 0 – 1                                                                    | Danimarca                                                                | Amichevole                                                               | -                                                                        |                                                                          |
| Totale                                                                   |                                                                          | Presenze                                                                 | 8                                                                        |                                                                          | Reti                                                                     | -4                                                                       |                                                                          |

## Palmarès
- Campionato danese: 1

Brøndby: 2016-2017
- Campionato danese femminile di seconda divisione: 1

Nordsjælland: 2018-2019
- Coppa di Danimarca: 1

Brøndby: 2016-2017